# 国際連合安全保障理事会決議167
国際連合安全保障理事会決議167（こくさいれんごうあんぜんほしょうりじかいけつぎ167、英: United Nations Security Council Resolution 167, UNSCR167）は、1961年10月25日に国際連合安全保障理事会で採択された決議である。モーリタニア・イスラム共和国の国連加盟申請を検討し、同国の加盟承認を総会に勧告した。
この決議は賛成9票で可決された。アラブ連合共和国は反対し、ソビエト連邦は棄権した。